# Музей питної води
Музей питної води (traditional Chinese) — музей питної води в районі Чжунчжен, Тайбей, Тайвань. Музей розташований в Тайбейському аквапарку.

## Історія
Будівля музею була збудована у 1908 році. У 1993 році вона була оголошена історичною пам'яткою третього класу і вперше відкрита як музей у вересні того ж року. У 1998 році він був закритий у зв'язку з реконструкцією. Музей знову відкрився 30 квітня 2000 року на церемонії відкриття, яку провів мер Тайбею Ма Їнцзю.

## Виставки
Музей має такі зони: 
- Водоочисна споруда

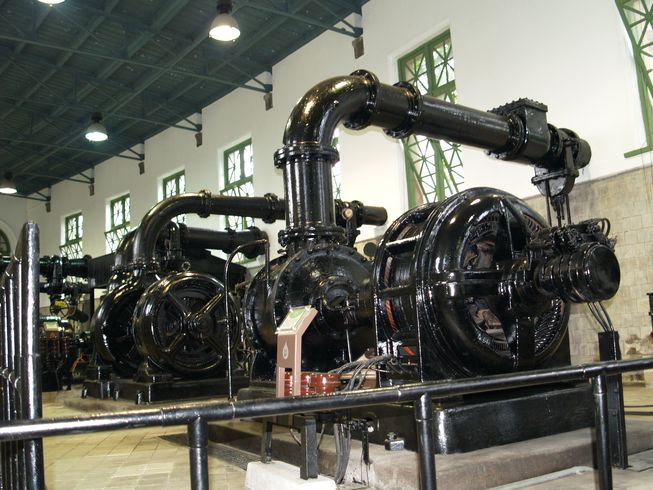
Водоочисна споруда.

- Зона демонстрації зовнішнього обладнання
- Зона тротуару на схилі пагорба
- Дитячий майданчик

## Транспорт
До музею можна дістатися за декілька хвилин ходьби на південний захід від станції Gongguan метро Тайбея.